# Cavall Fort
Cavall Fort  (vertaald: Sterk Paard) een tweewekelijks stripblad uit Catalonië in het Catalaans. Het werd opgericht door de catechistische verenigingen van Girona, Vic en Solsona in 1961. Het catechistische voorwendsel was de enige manier om een publicatie in het Catalaans onder de censuur van de franquistische nationaalkatholieke dictatuur mogelijk te maken.
Het tijdschrift werd in 1961 opgericht, als late opvolger van En Patufet, dat na de Spaanse Burgeroorlog in 1939 verboden werd. Het is een typisch stripblad, met verhalen, stripverhalen en gewoon proza. Het is sterk geïnspireerd door de franco-belgische striptradities van de klare lijn van Hergé en André Franquin, waarvan Josep Maria Madorell i Muntané (1923-2004) uit Molins de Rei de Catalaanse voortrekker was. Tot in 1964 was het een maandblad, daarna verscheen het tweewekelijks.
Het tijdschrift kan ongeveer alle grote namen uit de Catalaanse kinder- en jeugdliteratuur tot zijn medewerkers rekenen: Joaquim Carbó, Josep Vallverdú, Pep Albanell... maar ook uit de literatuur voor volwassenen: Salvador Espriu i Castelló, Pere Calders, Maria Aurèlia Capmany, Montserrat Roig en Tísner. Een hele reeks tekenaars heeft aan het tijdschrift meegewerkt: Picanyol, Fina Rifà, Pilarín Bayés, Maria Rius, Llucià Navarro, Carme Solé, Montse Ginesta, Jaume Gubianas i Escudé, en natuurlijk ook voorgenoemde Madorell.
De eerste hoofdredacteur was  Josep Tremoleda. Hij werd in 1979 door  Albert Jané opgevolgd.  Sedert 1997 is Mercè Canela de hoofdredactrice.
Het tijdschrift is lid van de vereniging Associació Cultural Cavall Fort – Drac Màgic – Rialles, die er naar streeft kinder- en jeugdfilms en video's in het Catalaans na te synchroniseren.
Sedert 2008 organiseert de vereniging van de lezers elk jaar een festival ter ere van het tijdschrift in Vic. Op 19 december 2011 vierde het tijdschrift zijn vijftigste verjaardag met een speciaal nummer.

## Onderscheidingen
- 1998: Creu de Sant Jordi
- 1994: Premi nacional de periodisme (Nationale journalistiekprijs)
- 2002: Gouden Medaille van het stadsbestuur van Barcelona
- 2004: Prijs van de Vereniging van de Periodieke pers uit Catalonië (Associació de Publicacions Periòdiques en Català (APPEC))
- 2011: Premi Nacional a la Projecció Social de la Llengua Catalana